# Fontaine-lès-Vervins
Fontaine-lès-Vervins è un comune francese di 1 147 abitanti situato nel dipartimento dell'Aisne della regione dell'Alta Francia.

## Società

### Evoluzione demografica
Abitanti censiti